# Тур Лангкави 2016
21-й выпуск  Тура Лангкави — шоссейной многодневной велогонки по дорогам Малайзии. Гонка проходила с 24 февраля по 2 марта. Имела категорию 2.НС и проходила в рамках UCI Asia Tour. Действующий победитель Юсеф Региги из команды Dimension Data на гонку не приехал.

## Участники
В гонке примут участие 22 команды (3 UCI WorldTeams, 8 UCI Professional Continental teams, 10 UCI Continental teams и 1 Национальная сборная), представивших по 6 гонщиков. Общее количество вышедших на старт 132 райдеров.
| UCI WorldTeams (3)- Astana - Dimension Data - Tinkoff UCI Professional Continental Teams (8)- Androni Giocattoli-Sidermec - Bardiani CSF - Drapac - Funvic Soul Cycles-Carrefour - ONE Pro Cycling - Team Roth - Southeast-Venezuela - UnitedHealthcare UCI Continental Teams (10)- 7 Eleven-Sava RBP - Aisan Racing Team - Giant-Champion System - HKSI - KSPO - NSC-Mycron - Pegasus Continental - Skydive Dubai-Al Ahli Club - Terengganu Cycling Team - Wisdom-Hengxiang Национальная сборная- Малайзия |
| |

### Российские участники
Tinkoff : Евгений Петров (32)

## Маршрут
| Этап | Дата   | Маршрут                    | type         | Длина (км) | Победитель          | Лидер генеральной классификации |
| ---- | ------ | -------------------------- | ------------ | ---------- | ------------------- | ------------------------------- |
| 1    | 24 фев | Кангар – Baling            | равнинный    | 165,6      | Андреа Гвардини     | Андреа Гвардини                 |
| 2    | 25 фев | Сунгай Петани – Джорджтаун | равнинный    | 158,1      | Андреа Палини       | Андреа Гвардини                 |
| 3    | 26 фев | Кулим – Куала-Кангсар      | равнинный    | 107,2      | Джон Мерфи          | Андреа Гвардини                 |
| 4    | 27 фев | Ипох – Tanah Rata          | среднегорный | 129,4      | Мигель Анхель Лопес | Мигель Анхель Лопес             |
| 5    | 28 фев | Tapah – Куала-Лумпур       | равнинный    | 148,8      | Андреа Гвардини     | Мигель Анхель Лопес             |
| 6    | 29 фев | Путраджая – Rembau         | холмистый    | 147,6      | Якуб Марецко        | Рейнардт Янсе ван Ренсбург      |
| 7    | 1 мар  | Серембан – Parit Sulong    | равнинный    | 202,3      | Андреа Гвардини     | Рейнардт Янсе ван Ренсбург      |
| 8    | 2 мар  | Бату-Пахат – Малакка       | равнинный    | 119        | Андреа Гвардини     | Рейнардт Янсе ван Ренсбург      |

## Лидеры квалификаций
- Генеральная — зачёт по лучшему времени прохождения этапов.
- Очковая — зачёт по количеству очков на горных, спринтерских отсечках и финишах.
- Горная — зачёт по количеству очков на горных финишах.
- Командная — зачёт по лучшему времени прохождения этапов несколькими гонщиками команды.

| Этап | Победитель этапа    | Генеральная квалификация   | Очковая квалификация | Горная квалификация | Командная квалификация |
| ---- | ------------------- | -------------------------- | -------------------- | ------------------- | ---------------------- |
| 1    | Андреа Гуардини     | Андреа Гуардини            | Андреа Гуардини      | Ван Мэйинь          | Bardiani-CSF           |
| 2    | Андреа Палини       | Андреа Гуардини            | Ван Мэйинь           | Ван Мэйинь          | ONE Pro Cycling        |
| 3    | Джон Мерфи          | Андреа Гуардини            | Андреа Гуардини      | Ван Мэйинь          | ONE Pro Cycling        |
| 4    | Мигель Анхель Лопес | Мигель Анхель Лопес        | Андреа Гуардини      | Ван Мэйинь          | UnitedHealthcare       |
| 5    | Андреа Гуардини     | Мигель Анхель Лопес        | Андреа Гуардини      | Ван Мэйинь          | UnitedHealthcare       |
| 6    | Якуб Марецко        | Рейнардт Янсе ван Ренсбург | Андреа Гуардини      | Ван Мэйинь          | UnitedHealthcare       |
| 7    | Андреа Гуардини     | Рейнардт Янсе ван Ренсбург | Андреа Гуардини      | Ван Мэйинь          | UnitedHealthcare       |
| 8    | Андреа Гуардини     | Рейнардт Янсе ван Ренсбург | Андреа Гуардини      | Ван Мэйинь          | UnitedHealthcare       |
| ИТОГ | ИТОГ                | Рейнардт Янсе ван Ренсбург | Андреа Гуардини      | Ван Мэйинь          | UnitedHealthcare       |